# Agénésie du corps calleux
 Mise en garde médicale
L’agénésie du corps calleux est une maladie se définissant par l’absence de formation du corps calleux pendant le développement du fœtus. Cette absence peut être totale ou partielle. La formation du corps calleux commence normalement à partir de 5 semaines de vie in utero et se termine à 17 semaines.
Cette absence de corps calleux peut être soit isolée, soit associée à d’autres pathologies.

## Incidence
Une agénésie du corps calleux, quelle qu'en soit la cause, serait observée dans 0,3 % à 0,7 % de la population[réf. souhaitée].

## Diagnostic

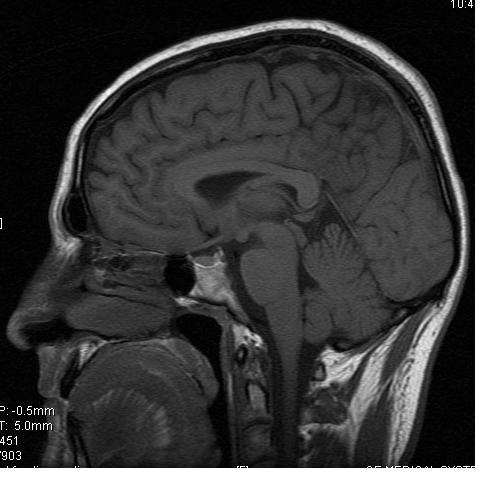
Image du corps calleux en coupe sagittale(plan vertical, orienté d'avant en arrière) en IRM (imagerie par résonance magnétique).
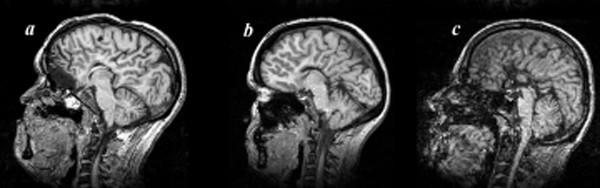
IRM révélant une agénésie du corps calleux.

Les agénésies totales du corps calleux sont suspectées in utero lors des coupes standards de l’examen échographiques de cerveau fœtal. L’agénésie partielle est de diagnostic beaucoup plus difficile.
En raison de l’embryologie on ne peut pas faire de diagnostic avant 18 semaines et le plus souvent avant 22 semaines. La position du fœtus au moment de l’examen échographique est importante : l’étude du cerveau du fœtus est plus facile lorsque celui-ci a la tête en haut au moment de l’examen.

## Étiologie: causes et facteurs de la pathologie
Avant de porter le diagnostic d’agénésie isolée du corps calleux, il faut pratiquer une échographie à la recherche d’anomalie associée. Une étude du cerveau fœtal par IRM est indispensable. La vérification du caryotype (photo de l’arrangement standard de l'ensemble des chromosomes d'une cellule) sera effectuée.

### Syndromes associés avec l’agénésie du corps calleux
Cette liste est non limitative.
| Anomalies chromosomiques | Agents tératogènes (causes de malformations) | Infections | Anomalies métaboliques           | Anomalies génétiques                |
| ------------------------ | -------------------------------------------- | ---------- | -------------------------------- | ----------------------------------- |
| Trisomie 13              | Alcool                                       | Rubéole    | Hyperglycémie non cétosique      | Autosomale dominante                |
| Trisomie 18              | Acide valproïque                             | Grippe     | Syndrome de Zellweger            | Dysplasie fronto-nasale             |
| Trisomie 8               | Cocaïne                                      |            | Leucodystrophie                  | Syndrome de Miller-Dieker           |
|                          |                                              |            | Syndrome de Menkes               | Autosomale récessive                |
|                          |                                              |            | Déficit en adrényl succinate     | Syndrome acrocallosal               |
|                          |                                              |            | Histidinémie                     | Syndrome d'Andermann                |
|                          |                                              |            | Déficit pyruvate kinase          | Syndrome cérébro oculo facial       |
|                          |                                              |            | Maladie de Leigh                 | Syndrome de Neu-Laxova              |
|                          |                                              |            | Dysplasie cranio-telencephalique | Acidurie glutarique type II         |
|                          |                                              |            |                                  | Hydrolethalus                       |
|                          |                                              |            |                                  | Syndrome d'Apert                    |
|                          |                                              |            |                                  | Dominant lié à l’X                  |
|                          |                                              |            |                                  | Syndrome oro-facio-digital type 1   |
|                          |                                              |            |                                  | Syndrome d'Aicardi                  |
|                          |                                              |            |                                  | Récessif lié à l’X                  |
|                          |                                              |            |                                  | Syndrome de Shapiro                 |
|                          |                                              |            |                                  | Dysplasie de Len                    |
|                          |                                              |            |                                  | Syndrome de Coffin Siris            |
|                          |                                              |            |                                  | Agénésie du corps calleux lié à l’X |

## Pronostic
Il est difficile de porter le pronostic des enfants porteurs d’une agénésie isolée du corps calleux. Un grand nombre d’épilepsies, retards de développement mental, manifestations psychotiques est trouvé parmi les enfants porteurs de cette pathologie, mais certains de ces enfants ont aussi un développement normal. Il n’existe aucun test ou examen qui permet de différencier les enfants qui auront un développement normal des autres.
Le pronostic des agénésies partielles est tout aussi délicat, il dépend de la localisation et de l’étendue de l’agénésie.

## Risque de récurrence
Il dépend de l’étiologie. En cas d’agénésie isolée du corps calleux, le risque de récurrence serait d'environ 2 % à 3 %.